# Jacques Pradon
Jacques Pradon, dit parfois Nicolas Pradon ; né à Rouen en 1632 et mort à Paris le 14 janvier 1698, est un dramaturge français.

## Biographie
Tôt dans sa carrière, Jacques Pradon a reçu l’aide de Pierre Corneille et d’Antoinette Des Houlières, qui l’a présenté dans les salons de l’hôtel de Nevers et de l’hôtel de Bouillon.
Pradon est l’auteur de huit tragédies qui ont joui d’un succès modéré, mais qui ont été sévèrement jugées par Boileau et son rival Racine. « La seule différence entre Pradon et moi est que moi je sais écrire », aurait-il dit. Cette rivalité a été particulièrement intense lorsque Pradon a publié Phèdre et Hippolyte au moment où Racine sortait sa propre Phèdre. L'auteur Subligny a pris le parti de Pradon. Donneau de Visé, quant à lui, s'est voulu plus objectif et a endossé le rôle de critique littéraire, préférant la Phèdre de Racine, dont il dégage une esthétique galante. On dit que Boileau a placé le nom de Pradon dans ses Satires pour remplacer celui de Boursault, qui paya pour lui une somme qu’il ne pouvait régler. Pradon a été l’auteur, sa vie durant, de plusieurs attaques contre Boileau. Il fut du parti de Perrault contre Boileau dans la querelle des Anciens et des Modernes.
Les pièces de Pradon ont été largement décriées par les critiques modernes pour leur supposé manque d’imagination ou de réalité historique, leur adhésion aveugle aux règles morales du XVIIe siècle et aux « bienséances ». Refusant de montrer une belle-mère amoureuse de son beau-fils, Pradon fait de Phèdre la fiancée de Thésée tandis que son personnage de Tamerlan se comporte en tous points comme un gentilhomme de la cour de France au XVIIe siècle.

## Œuvres
- Pyrame et Thisbé, 1674
- Tamerlan, ou la Mort de Bajazet, 1676
- Phèdre et Hippolyte , 1677 (in Bibliothèque de la Pléiade, Théâtre du XVIIe siècle, tome III)
- Électre, 1677
- La Troade, 1679
- Statira, 1680
- Regulus, 1688
- Germanicus, 1694
- Scipion l’Africain, 1697
- Tarquin
- Nouvelles remarques sur tous les ouvrages du sieur D*** [Boileau-Despreaux], 1685
- Réponse à la satire X du sieur D** [Boileau-Despreaux], 1694

## Épitaphe
Ci-gît le Poëte Pradon,
Qui durant quarante ans, d’une ardeur sans pareille,
Fit à la barbe d’Apollon,
Le même métier que Corneille.